# Société française de Vierzon
 (septembre 2024).
La Société française de matériel agricole et industriel (SFMAI), devenue Société française de Vierzon (SFV), est l'entreprise française créée le 15 octobre 1847 par Célestin Gérard à Vierzon, le pionnier français du machinisme agricole.

## Histoire
La fabrication reste longtemps artisanale. La société se spécialise dans la fabrication de locomobiles à vapeur et de batteuses.
En 1878, Célestin Gérard détient 225 médailles d'or, 85 d'argent et 6 grandes médailles et diplômes d'honneur. Le 28 mars de la même année, n'ayant pas d'héritier capable de reprendre la société, il vend ses ateliers à Lucien Arbel, pour former la SFMAI en 1889.
La société fabrique à partir des années 1930 des tracteurs agricoles inspirés du type Lanz allemand. Leur moteur lent accepte toute sorte de carburants économiques, tels que les huiles de récupération.
En 1959, la société américaine Case rachète la SFMAI et la production de matériel de travaux publics remplace progressivement celle du matériel agricole.

## Liste des modèles
- H1 (1934-1940).
- H2 (1935-1940).
- H0 (1936-1940).

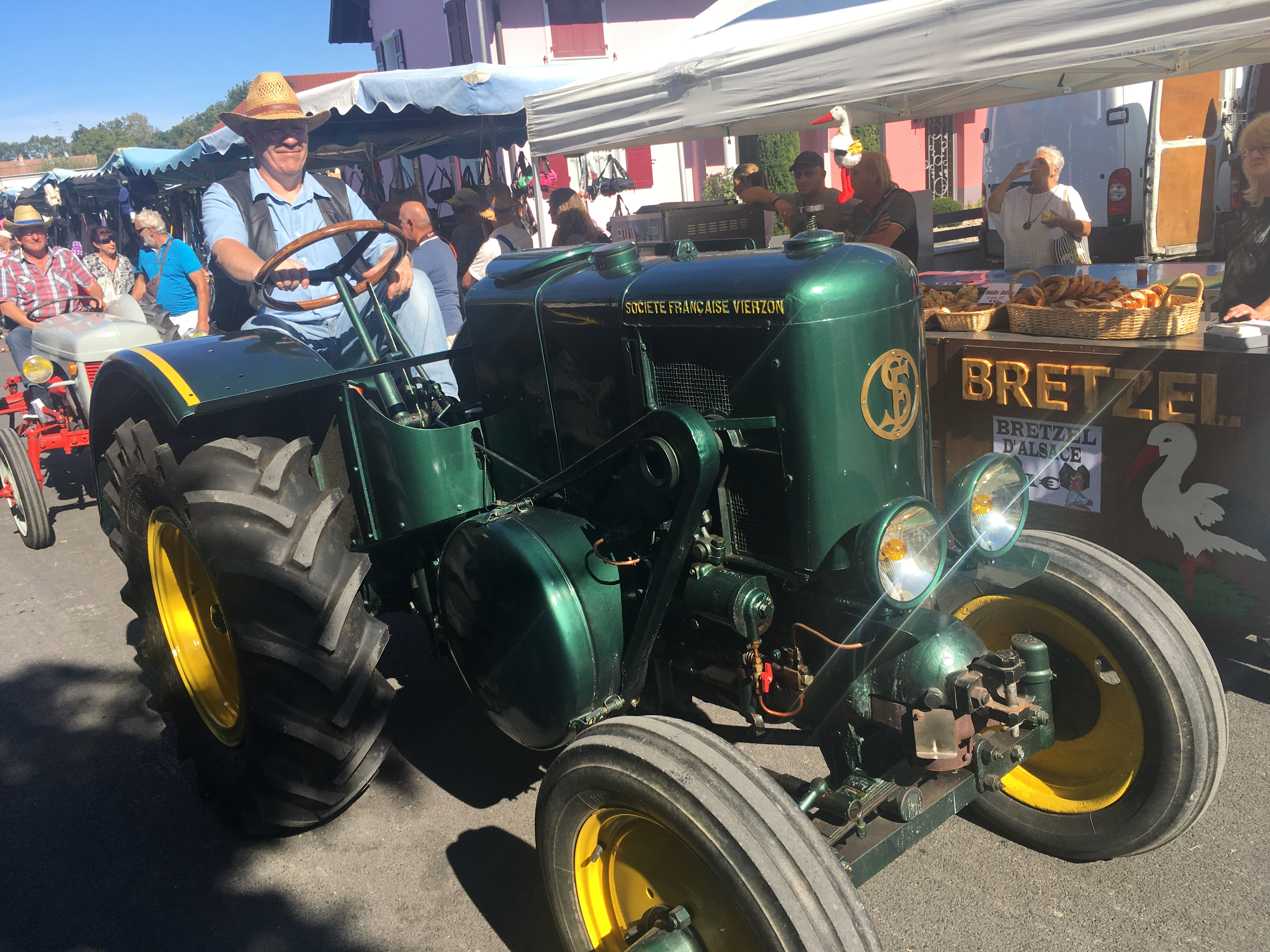
Tracteur SFV à Michelbach-le-Haut.

- HV1 (1940-1946) : 710 tracteurs fabriqués à l'usine de Vierzon de 1940 à 1946[2][source insuffisante].
- HV2 (1940-1950).
- FV1 (1946-1950) : 4 500 tracteurs produits à l'usine de Vierzon (1946-48), et à l'Arsenal de Roanne (1947-1950)[2][source insuffisante].
- 401 (1950-1952) : 2030 exemplaires fabriqués.
- 302 (1950-1957) normal et étroit (vigneron) : près de 9 400 tracteurs fabriqués à Vierzon, puis au Creusot.
- 551 (1951-1956).
- 402 (1952-1957).
- 201 (1953-1957) normal, étroit (vigneron) et large : plus de 10 000 tracteurs fabriqués.
- 552 (1957-1958) : un peu moins de 100 tracteurs construits (y compris des tracteurs 551 reconditionnés en 552).
- Super 202 (1957-1958) normal et étroit (vigneron).
- CGM 141 (1955) fabriqué par la Compagnie Générale de Mécanique à Soissons.
- 203D (1958-1958) normal et étroit (vigneron).
- 303 (1958) normal et vigneron.
- 403 (1958) puis 403D (1959-1964).
- Super 204 (1959-1964) normal et vigneron.

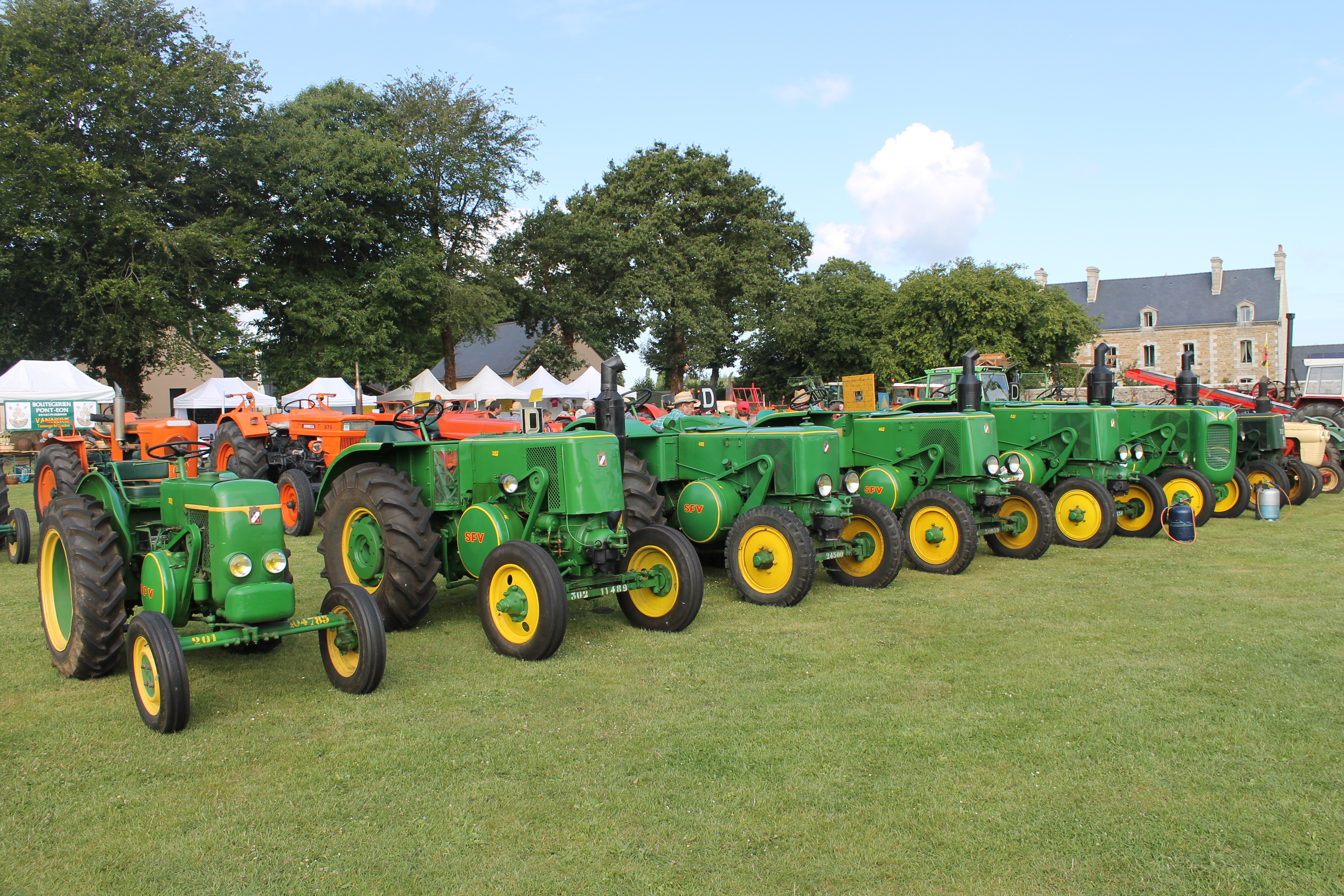
Plusieurs tracteurs SFV lors d'une exposition de matériel agricole.
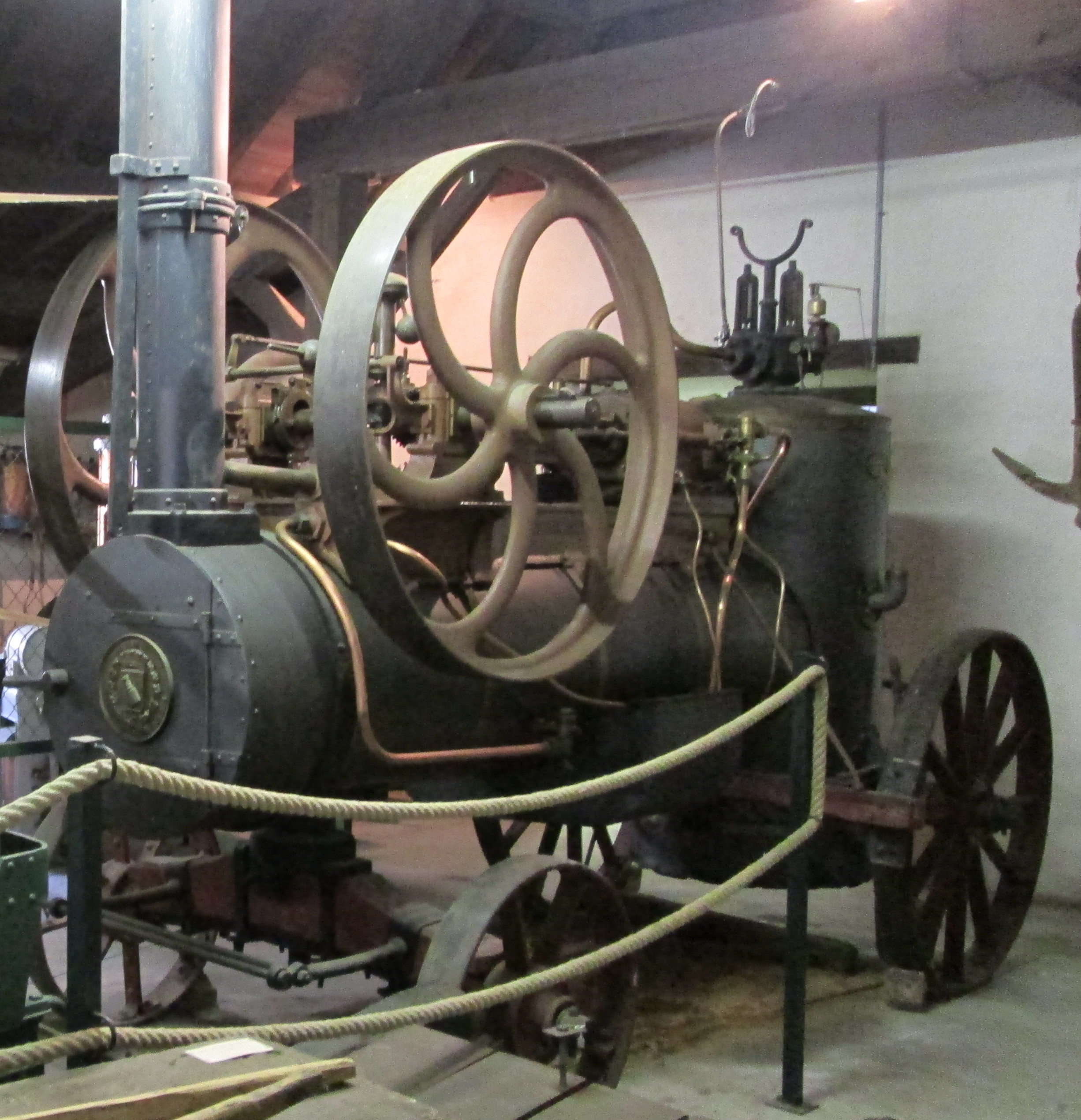
Locomobile de 1927 composée de pièces SFMAI et Merlin.
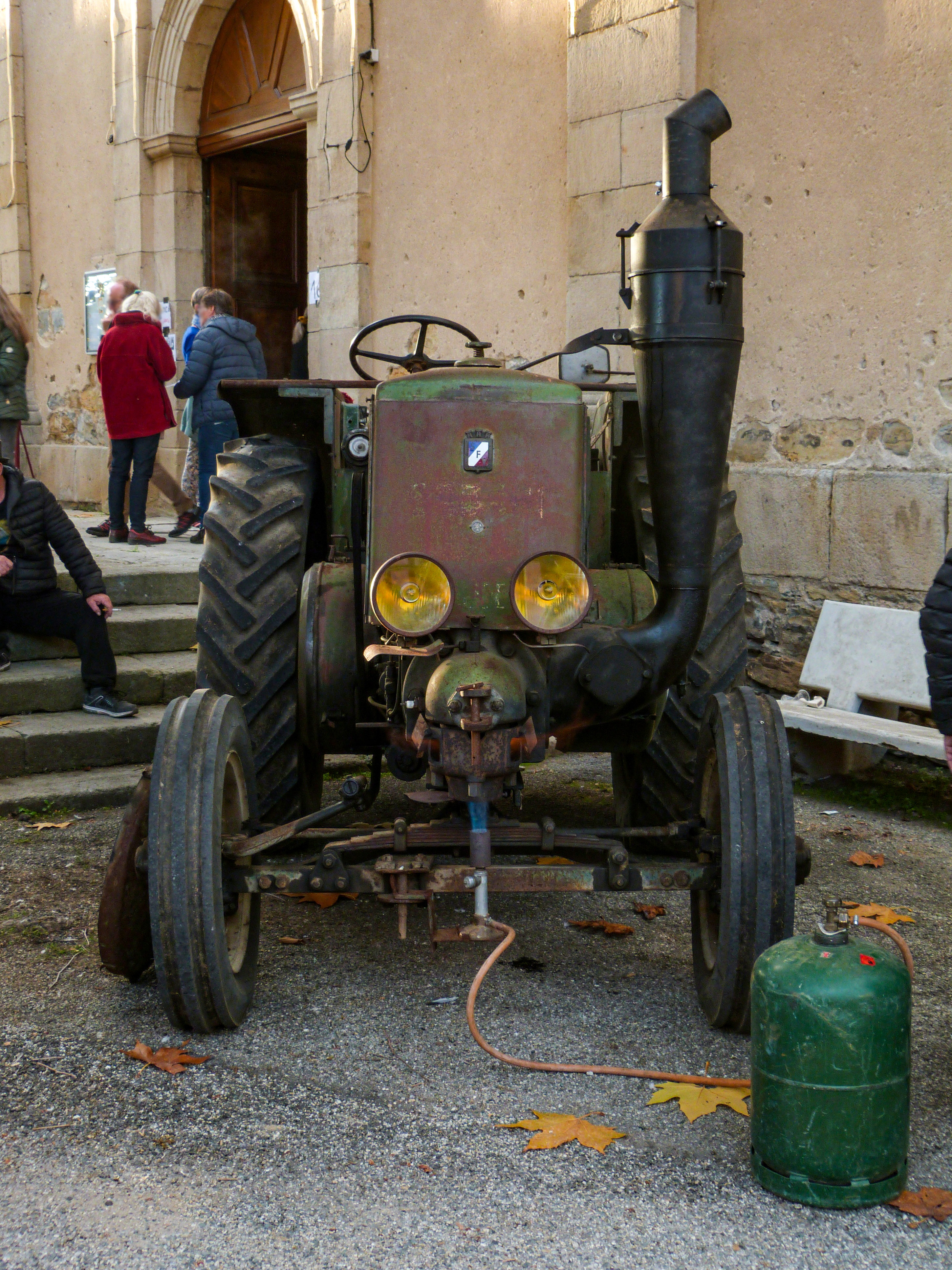
SFV 551, chauffage de la boule chaude avec un brûleur à gaz avant démarrage.
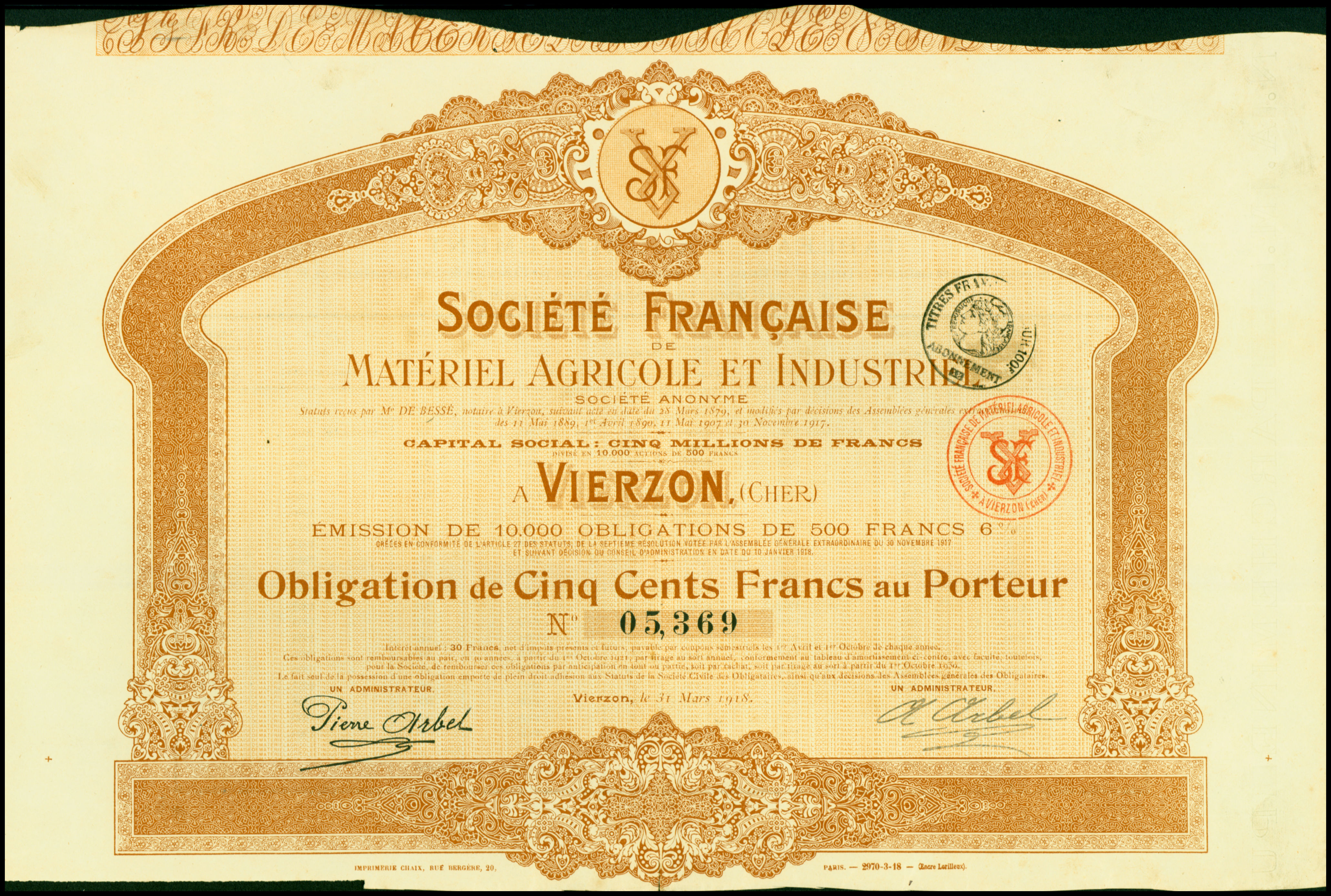
Obligation de la Société Française de Matériel Agricole et Industriel, en date du 31 mars 1918.